# Белокобыльская, Юлия Юрьевна
Ю́лия Ю́рьевна Белокобы́льская (14 декабря 1995 года, Ростов-на-Дону, Россия) — российская гимнастка. Серебряный призёр чемпионата мира в командном первенстве (2011), бронзовый призёр чемпионата Европы в вольных упражнениях (2011).

## Результаты выступлений
| Год  | Турнир                                        | Место проведения | Вид программы         | Место (финал) | Очки (финал) | Место (квалиф.) | Очки (квалиф.) |
| ---- | --------------------------------------------- | ---------------- | --------------------- | ------------- | ------------ | --------------- | -------------- |
| 2011 | IV чемпионат Европы по спортивной гимнастике  | Берлин           | Вольные упражнения    | 3             | 14.450       | 4               | 14.275         |
| 2011 | Кубок мира по спортивной гимнастике           | Котбус           | Разновысокие брусья   | 7             | 13.775       |                 |                |
| 2011 | Кубок России по спортивной гимнастике         | Екатеринбург     | Абсолютное первенство | 3             | 57.850       | 4               | 56.275         |
| 2011 | Кубок России по спортивной гимнастике         | Екатеринбург     | Бревно                | 3             | 14.625       | 4               | 14.325         |
| 2011 | Кубок России по спортивной гимнастике         | Екатеринбург     | Разновысокие брусья   | 3             | 14.550       | 7               | 13.625         |
| 2011 | Кубок России по спортивной гимнастике         | Екатеринбург     | Вольные упражнения    | 3             | 13.375       | 4               | 14.275         |
| 2011 | XLIII чемпионат мира по спортивной гимнастике | Токио            | Командное первенство  | 2             | 175.329      | 2               | 231.062        |